# Arena Savaria
Az Arena Savaria egy többcélú fedett stadion Szombathelyen, amely számos amatőr és profi sportklubnak otthont ad, házigazdája lehet színházi eseményeknek, komoly- és könnyűzenei koncerteknek. Befogadóképessége: 8000 fő.

## Jellemzők
Az Aréna egy szabadtéri sportpark területén helyezkedik el. Az épületen belül működik egy regionális sportorvosi komplexum is.
Kosárlabda-mérkőzések alkalmával az ülőhelyek száma 3500 fő. Teljes befogadóképesség koncerteken álló és ülő helyeket tekintve 7000 fő.

## Egyéb jellemzők
- Hangstúdió és mobil hangrendszer
- Full színháztechnika
- 50 nyelvű tolmácsrendszer
- Videó kivetítő
- VIP (70 m²) és sajtó /press/ (100 m²) helyiség
- Exkluzív étterem (400 m²)
- Motel: Új építésű, 24 ágyas 8 szobás helyiségek helyben, illetve 4 szoba az épület végében
- telefon és WiFi használat
- regionális sportorvosi komplexum
- 1500 m² aszfaltos-füves terület
- ruhatár és öltözőhelyiségek
- parkoló

## Események
- Aerobik Európa-bajnokság / 2007 /
- Pannon Kupa nemzetközi kézilabda torna
- Artistic Gymnastics World Cup / 2008 /
- THOMPSON Concert / 2008 /
- Birkózó Golden Grand Prix: Magyar Arany Nagydíj / 2010 /
- X-Faktor / 2010 /
- Az Operaház fantomja musical
- Savaria Nemzetközi Táncverseny
- X-Faktor 2012
- Adagio Band concert / 2012 /
- Horse Evolution Show / 2013 /
- Magyar Grand Prix - Nemzetközi Torna verseny
- Edvin Marton concert / 2013 /
- * * Birkózó Golden Grand Prix: Magyar Arany Nagydíj / 2014. március 1-2. /
- Michael Flatley's Lord of the Dance / 2014 március /
- 35th FIBA European Women's Basketball Championship / 2015 /